# گائو لین
گائو لین (انگلیسی: Gao Lin؛ زادهٔ ۱۴ فوریهٔ ۱۹۸۶) یک بازیکن فوتبال اهل جمهوری خلق چین است.
از باشگاه‌هایی که در آن بازی کرده‌است می‌توان به باشگاه فوتبال گوانگ‌ژو اورگراند و باشگاه فوتبال شانگهای شنهوآ اشاره کرد.